# Lloyd Hines
Pour les articles homonymes, voir Hines.
Lloyd Hines, né le 19 juin 1951 à Neil's Harbour (en) (Nouvelle-Écosse) et mort le 11 septembre 2023, est un entrepreneur et homme politique canadien.

## Biographie
Né le 19 juin 1951 à Neil's Harbour (en) en Nouvelle-Écosse, Lloyd Patrick Hines détient un baccalauréat ès arts en littérature anglaise de l'Université Saint-Francis-Xavier.
Il représente la circonscription de Guysborough–Eastern Shore–Tracadie à l'Assemblée législative de la Nouvelle-Écosse de 2013 à 2021.
Il est ministre des Ressources naturelles de 2015 à 2017 et ministre des Transports et du Renouvellement de l'infrastructure ainsi que ministre responsable de la Sydney Tar Ponds Agency et de la Sydney Steel Corporation Act de 2017 à 2021.
Il meurt le 11 septembre 2023 à l'âge de 72 ans.